# Ferrovanadio
Il ferrovanadio (FeV) è una lega madre costituita principalmente da ferro e vanadio, con un contenuto di vanadio di almeno il 50% in peso. Questa lega viene prodotta mediante riduzione delle corrispondenti materie prime o dei loro concentrati. Il prodotto si presenta come un solido cristallino argenteo grigiastro che può essere frantumato ottenendo la cosiddetta "polvere di ferrovanadio" che viene addizionata agli acciai per ottenere grana fina, durezza e resistenza alla torsione e alle alte temperature.

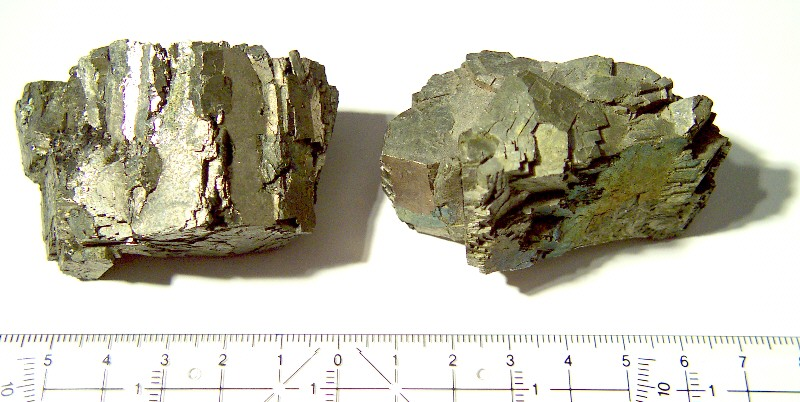
Campioni di ferrovanadio

## Composizione
Il ferrovanadio ha in genere un contenuto di vanadio compreso nell'intervallo 35-85%; il ferrovanadio più comune è il FeV80 che ne contiene 80%. Oltre a ferro e vanadio, nel ferrovanadio sono contenute piccole percentuali di silicio, alluminio, carbonio, zolfo, fosforo, arsenico, rame e manganese. Queste componenti minori possono arrivare fino all'11% in peso della lega. La composizione specifica determina il tipo particolare di ferrovanadio, come illustrato nella tabella successiva.
| Tipo di ferrovanadio | V     | Si  | Al  | C    | S    | P    | As   | Cu  | Mn  |
| -------------------- | ----- | --- | --- | ---- | ---- | ---- | ---- | --- | --- |
| FeV75C0.1            | 70-85 | 0,8 | 2,0 | 0,1  | 0,05 | 0,05 | 0,05 | 0,1 | 0,4 |
| FeV75C0.15           | 70-85 | 1,0 | 2,5 | 0,15 | 0,1  | 0,1  | 0,05 | 0,1 | 0,6 |
| FeV50C0.4            | 48-60 | 1,8 | 0,2 | 0,4  | 0,02 | 0,07 | 0,01 | 0,2 | 2,7 |
| FeV50C0.5            | 48-60 | 2,0 | 0,3 | 0,5  | 0,02 | 0,07 | 0,01 | 0,2 | 4,0 |
| FeV50C0.6            | 48-60 | 2,0 | 0,3 | 0,6  | 0,03 | 0,07 | 0,02 | 0,2 | 5,0 |
| FeV50C0.3            | >50   | 2,0 | 2,5 | 0,3  | 0,1  | 0,1  | 0,05 | 0,2 | 0,2 |
| FeV50C0.75           | >50   | 2,0 | 2,5 | 0,75 | 0,1  | 0,1  | 0,05 | 0,2 | 0,2 |
| FeV40C0.5            | 35-48 | 2,0 | 0,5 | 0,5  | 0,05 | 0,08 | 0,03 | 0,2 | 2,0 |
| FeV40C0.75           | 35-48 | 2,0 | 0,5 | 0,75 | 0,05 | 0,08 | 0,03 | 0,4 | 4,0 |
| FeV40C1              | 35-48 | 2,0 | 0,5 | 1,0  | 0,05 | 0,1  | 0,03 | 0,4 | 6,0 |

## Sintesi
Circa 85% del vanadio estratto dai minerali presenti sulla crosta terrestre è ridotto producendo leghe come il ferrovanadio. Nel passato la riduzione era condotta con carbone, ma inevitabilmente si formavano carburi di vanadio intrattabili. Per aggirare questo inconveniente la riduzione è ora effettuata con ferrosilicio (una lega ferrosa contenente il 15-90% di silicio) o con alluminio.

### Riduzione con ferrosilicio
Pentossido di vanadio (V2O5), ferrosilicio (FeSi75), calce (CaO) e le scorie (gli scarti riciclati contenenti vanadio) sono trattati in un forno elettrico ad arco a 1850 ºC. Il silicio contenuto nel ferrosilicio riduce il vanadio da V2O5 a vanadio metallico; quest'ultimo si lega al ferro formando il ferrovanadio. In una seconda fase si aggiungono anidride vanadica e calce in eccesso per esaurire il silicio e affinare la lega. Con questa procedura si ottiene ferrovanadio contenente 35-60% di vanadio.
{\displaystyle {\ce {2V2O5\ +\ 5(Fe_{y/5}Si)_{\mathrm {lega} }\ +\ 10CaO->4(Fe_{y/4}V)_{\mathrm {lega} }\ +\ 5Ca2SiO4}}}

### Riduzione con alluminio
Ferro, pentossido di vanadio, alluminio in polvere e calce sono trattati in un forno elettrico ad arco. Il processo è fortemente esotermico e una volta iniziato si autoalimenta. Analogamente al caso del silicio, l'alluminio riduce il vanadio da V2O5 a vanadio metallico, che si scioglie nel ferro formando il ferrovanadio. Con questa procedura si ottengono leghe ad alto tenore di vanadio; si può arrivare al 90%.

## Applicazioni
Il ferrovanadio è usato principalmente come lega madre per la produzione di acciai quali acciaio al carbonio, acciaio legato, acciaio rapido e super rapido e acciaio debolmente legato ad alta resistenza (HSLA). Questi acciai sono utilizzati per produrre componenti automobilistiche, tubi, utensili e altri oggetti.
L'aggiunta di vanadio indurisce l'acciaio rendendolo più resistente alla temperatura e alla torsione. La maggior robustezza è il risultato della formazione di carburi di vanadio con una struttura cristallina rigida e una granulometria più fine, in modo da diminuire la duttilità dell'acciaio. Oltre che per modificare la composizione dell'acciaio, il ferrovanadio può anche essere usato per rivestirlo. Un rivestimento di ferrovanadio nitrurato fa crescere del 30-50% la resistenza all'abrasione dell'acciaio.

## Tossicologia
Il ferrovanadio in forma massiva non è pericoloso. La polvere di ferrovanadio è irritante per contatto con gli occhi e per inalazione. La polvere ha provocato bronchite e polmonite cronica in animali esposti per due mesi ad intervalli ad alta concentrazione (1000-2000 mg/m3) di polvere. Questi effetti a lungo termine non sono stati però osservati nell'uomo.

## Curiosità
- Il ferrovanadio venne realizzato massicciamente in Unione Sovietica, a Tula, nel consorzio tecnico-produttivo Tulacernet. Venne prodotto in un ciclo chiuso, senza immissione di sostante nocive nell'atmosfera. A questo lavoro, visto che era un'innovazione nella scienza, venne dato il Premio Lenin[9].